# Колбышев, Александр Иванович
Александр Иванович Колбышев (бел. Аляксандр Іванавіч Колбышаў; 12 сентября 1960, Горловка, Сталинская область — 29 июля 2012, Минск) — советский и белорусский актёр театра и кино, кинорежиссёр и сценарист. Участник боевых действий в Афганистане.

## Биография
Родился 11 сентября 1960 года в городе Горловка Донецкой области.
В 1979—1980 гг. воевал в Афганистане.
В 1987 году окончил КГИТИ имени И. К. Карпенко-Карого (курс Николая Рушковского).
В 1987—1990 гг. был актёром Брестского драматического театра.
В 1998 году окончил кинофакультет Белорусской академии искусств (мастерская Виктора Турова, художественный руководитель — Александр Ефремов). В 1998 году защитил диплом картиной «Охота жить» по рассказу В. Шукшина. После окончания академии снимал сериалы на телевидении, а также снимался как актёр. В 2003 году снялся в скандальном фильме своего однокурсника по академии Андрея Кудиненко «Оккупация. Мистерии», который был запрещён к прокату в Беларуси.
В 2009 году вышла новая режиссёрская работа Колбышева «Волки», снятая по одноимённой повести Александра Чекменёва. В фильме снялись популярные российские и белорусские актёры (Андрей Панин, Дмитрий Ульянов, Владимир Гостюхин, Николай Спиридонов, Тамара Миронова, Оксана Лесная). Картина была удостоена Гран-при за лучший фильм на XVII Российском кинофестивале «Литература и кино-2011» в Гатчине.
Скоропостижно скончался ночью 29 июля 2012 года в Минске после тяжёлой болезни..

## Фильмография

### Режиссёр
- 1995 — Чёрный ящик (короткометражный, учебная работа, также автор сценария)
- 1996 — Яма (короткометражный, курсовая работа, также автор сценария, по рассказу В. Бубниса)[4]
- 1998 — Охота жить (короткометражный, дипломная работа, также автор сценария, по рассказу В. Шукшина)
- 2000 — Редакция
- 2006 — Опера-2. Хроники убойного отдела (коллектив режиссёров)
- 2007 — Опера-3. Хроники убойного отдела (коллектив режиссёров)[3]
- 2007 — Тени прошлого (коллектив режиссёров)
- 2008 — Птица счастья (по роману В. Токаревой)
- 2009 — Волки (также соавтор сценария совместно с А. Чекменёвым)
- 2009 — Падающая звезда

### Роли в кино
- 1987 — Отряд специального назначения — Крутинский
- 2001 — Поводырь — эпизод
- 2002 — Битва пяти воинств — коротышка
- 2002 — Закон — начальник тюрьмы
- 2003 — Вокзал — Иваныч, вокзальный врач
- 2004 — Оккупация. Мистерии — Сергей Штыркин, партизан[3]
- 2004 — Мужчины не плачут — Эдуард Максимович Свешников, новый муж бывшей жены Сергея Иванова
- 2005 — Призвание — эпизод
- 2007 — Опера-3. Хроники убойного отдела — эпизод
- 2007 — Тени прошлого — Сазонов
- 2008 — Птица счастья — врач (в титрах не указан)
- 2010 — Масакра — священник
- 2010 — Псевдоним «Албанец» 3 — эпизод
- 2010 — Трамвай в Париж — Артур Николаевич Подливайко

## Награды и номинации
- Участие на МКФ «Молодость-96» (Киев), КФ «Сталкер-96» (Москва) (за к/м «Чёрный ящик»).
- Диплом жюри в номинации «Игровое кино» V ОРК студенческих фильмов «Св. Анна-98» (Москва) (за к/м «Яма»).
- Специальная премия МОКСПН и фонда Хан. Крум (Болгария) имени Андрея Тарковского МКФ «Золотой Витязь-98»: конкурс студенческого кино и дебютного фильма (за к/м «Охота жить»).
- Диплом и специальный приз Парламентского Собрания Союза Беларуси (2010 год, за х/ф «Волки»).
- 7 фестиваль белорусского кино (Брест, 2010 год, за х/ф «Волки»)[2][5].
- Гран-при за лучший фильм XVII Российского кинофестиваля «Литература и кино» в городе Гатчине (за х/ф «Волки»).